# Забавы с радио
«Забавы с радио» — книга английского писателя и радиолюбителя Гилберта Дэйви. Книга впервые вышла в свет в 1957 году в лондонском издательстве «Edmund Ward Ltd».

## История
В 1950-х годах домашние радиоприёмники были все ещё очень дорогими и громоздкими, а портативные радиоприёмники все ещё были редкостью, ведь транзисторы только что изобрели. Поэтому автор книги решил познакомить многих молодых людей, в основном мальчиков, с увлекательным миром радиолюбительства.
Также Дейви рассказывает в своей книге о карьере на радио или электронике. Радиолюбительство было в первые годы вещания очень популярным увлечением среди мальчиков. К тому времени, когда он опубликовал книгу «Забавы с радио», у Дэйви уже было огромное количество поклонников среди юных читателей. До издания книги он знакомил с радиолюбительством в газетных статьях и был самым популярным автором на практические темы среди своих читателей. Затем Дейви сделал цикл телевизионных передач на телеканале BBC, после этого писателю пришло более 26 тысяч писем в течение нескольких дней после первой трансляции. Статьи в газете и беседы в телеперадачи и легли в основу книги «Забавы с радио».
Сам Гилберт Дэйви не был работником в сфере радио, трудился страховым агентом и был любителем в области радио. Не смотря на это, его энтузиазм и талантливый рассказ о мире радио вдохновили многих молодых людей.
Всего было опубликовано шесть изданий книги, последнее издание вышло в 1978 году. Гилберт Дэйви также написал «Забава с коротковолновым радио», «Забава с транзисторами», «Забава с Hi-Fi» и «Забава с кремниевыми чипами в современном радио» (1981).